# Zyprische Badmintonmeisterschaft 2007
Die Zyprische Badmintonmeisterschaft 2007 fand vom 24. bis zum 25. März 2007 statt. Es war die 18. Auflage der nationalen Titelkämpfe von Zypern im Badminton. Demetris Kyprianou gewann alle drei möglichen Goldmedaillen. Dameneinzel und Damendoppel wurden nicht ausgetragen.

## Titelträger
| Disziplin    | Sieger                                |
| ------------ | ------------------------------------- |
| Herreneinzel | Demetris Kyprianou                    |
| Herrendoppel | Demetris Kyprianou Nicolas Panayiotou |
| Mixed        | Demetris Kyprianou Maria Ioannou      |